# Панасија (Флорида)
Панасија (енгл. Panacea) насељено је место без административног статуса у америчкој савезној држави Флорида.

## Демографија
По попису из 2010. године број становника је 816.
| Група             | 2000.    | 2010.       |
| Белци             | 0 (0,0%) | 772 (94,6%) |
| Афроамериканци    | 0 (0,0%) | 14 (1,7%)   |
| Азијати           | 0 (0,0%) | 0 (0,0%)    |
| Хиспаноамериканци | 0 (0,0%) | 10 (1,2%)   |
| Укупно            | 0        | 816         |